# チャン・ダイ・クアン
チャン・ダイ・クアン（ベトナム語：Trần Đại Quang / 陳大光、1956年10月12日 - 2018年9月21日）とは、ベトナム社会主義共和国の軍人、警察官僚、政治家。中央公安党委員会書記、公安大臣を歴任。第6代ベトナム社会主義共和国主席、ベトナム共産党政治局員を務めた。階級は大将、博士。

## 経歴
チャン・ダイ・クアンは1956年、ベトナム民主共和国ニンビン省キムソン県に生まれた。1972年7月、人民警察学院に入学。同年10月、内務省（後の公安省）文化外語学院に進学し、1975年10月に内務省第1政治防衛局の幹部に就任。1978年12月、内務省第2政治防衛局の幹部に転任。
1980年7月26日、ベトナム共産党に入党した
1982年9月、内務省第2政治防衛局業務部副長となり、1981年から1986年まで安全保障大学に学ぶ。
1987年6月より、内務省第2政治防衛局において参謀部長、業務部長を歴任。1989年10月から1991年4月まで、グエン・アイ・クオック学院において高等理論を学ぶ。
1990年6月、安全保障総局党委員会副書記、参謀安全保障局副局長に就任し、その後は参謀安全保障局責任副局長に昇格。1991年から1994年まで、ハノイ法律大学に学ぶ。
1996年9月、安全保障総局党委員会常務委員会委員、党委員会書記、参謀安全保障局局長に就任。1994年から1997年まで、ホーチミン国家政治学院の研究生となる。
2000年10月、公安省党委員会副書記、安全保障総局副総局長に任命。2003年、少将に任官。同年、副教授に任命。
2006年4月、中央公安党委員会常務委員、公安省次官に任命。同年4月末、ベトナム共産党第10回党大会において党中央委員に選出された。
2007年4月、中将に昇格。2009年、教授に任命。
2011年1月、第11回党大会において党政治局員に選出され、党内序列第11位となり、中央公安党委員会書記に就任する。同年12月5日に上将に昇格。
2011年8月、グエン・タン・ズン内閣の公安大臣に任ぜられ、8月3日に第13期国会第1回会議において承認された。また同日、国防安全保障評議会議員に任ぜられる。
2012年12月29日、大将に昇格。
2013年5月に日本を訪問し、岸田文雄外務大臣と会談。同年6月、第13期国会第5回会議において政府要職者47名に対する信任投票が実施され、クアン公安大臣は「高信任」が273票（54.82%）、「信任」が183票（36.75%）、「低信任」が24票（4.82%）という結果であった。
2014年10月には、中華人民共和国の郭声琨公安部長の招きにより訪中し、孟建柱政治局委員・中央政法委員会書記とも会談した。
2016年1月、第12回党大会において党政治局員に再選し、党内序列第3位に昇格するとともに、次期国家主席に内定。同年4月2日、第13期国会第11回会議において91.5%の得票で国家主席に選出された。
2018年9月21日、国家主席に在任中のまま、入院先のハノイ市108軍隊中央病院で死去。9月26日から2日間、グエン・フー・チョン書記長を葬儀委員長とした国葬が執り行われた。